# 舊尼奧塔 (伊利諾伊州)
舊尼奧塔（英語：Old Niota）是位於美國伊利諾伊州漢考克縣的一個非建制地區。該地的面積和人口皆未知。

## 地理
舊尼奧塔的座標為40°36′48″N 91°18′08″W / 40.61333°N 91.30222°W，而該地的平均海拔高度為161米（即528英尺）。